# Ландо, Сергей Михайлович
Сергей Михайлович Ландо́ (род. 16 января 1956) — российский кинооператор и прозаик. Заслуженный работник культуры Российской Федерации (2013).

## Биография
Работал с режиссёром Рашидом Нугмановым в короткометражном фильме «Яхха» (1986), с Алексеем Учителем — в фильме «Мания Жизели» (1995), с Владимиром Бортко — в фильме «Цирк сгорел и клоуны разбежались» (1998). Среди других работ — картины «Железная пята олигархии» (1998), «Тонкая штучка» (1999), «Сиреневые сумерки» (2000), «Челябумбия» (2003), «Не делайте бисквиты в плохом настроении» (2003), «Пробуждение» (2007), «Антонина обернулась» (2007) и др. Работал также в области кинодокументалистики — сняв, в частности, в качестве режиссёра фильм «Ульяна Лопаткина, или Танцы по будням и в праздники» (2006).
Лауреат национальной премии в области неигрового кино и телевидения «Лавровая ветвь» (2001, номинация «Лучший в профессии»).
Впервые опубликовал собственные рассказы в журнале «Постскриптум». Автор книги прозы «Записки на ходу» (СПб.: Северо-Запад, 2001). Дмитрий Бавильский, рецензируя дебютные рассказы Ландо, отмечал:

Синтаксис хорошей прозы «высвечивается» и начинает играть, обращать на себя внимание, если движение интриги замедляется или же совершенно замирает. Тогда в тишине, в мертвой зоне сюжета, без извне привнесенных манков и отвлекалочек читательского внимания особенно отчетливо выпирает фактура стиля, ритм — синкопы придаточных и сложносочиненных, чередование частокола односложных, назывных и непроходимые заросли многочастных предложений.

Преподает в Санкт-Петербургском Университете Кино и Телевидения на кафедре операторского искусства, ведет мастерскую кинооператоров. Профессор кафедры.
Педагог Высшей школы режиссёров и сценаристов в Санкт-Петербурге.